# Echeandia echeandioides
Echeandia echeandioides är en sparrisväxtart som först beskrevs av Diederich Franz Leonhard von Schlechtendal, och fick sitt nu gällande namn av Robert William Cruden. Echeandia echeandioides ingår i släktet Echeandia och familjen sparrisväxter. Inga underarter finns listade i Catalogue of Life.